# الن داله
 الن داله (انگلیسی: Alan Dale؛ زادهٔ ۶ مهٔ ۱۹۴۷) یک هنرپیشه اهل نیوزیلند است. وی از سال ۱۹۷۹ میلادی تاکنون مشغول فعالیت بوده‌است.
از فیلم‌ها یا برنامه‌های تلویزیونی که وی در آن نقش داشته است می‌توان به بتی بی‌ریخته، دختری با خالکوبی اژدها، کشیش، از تاریکی نترس، دودمان و تکه‌ای از بهشت اشاره کرد.